# Varisulca
Varisulca es un grupo de protozoos zooflagelados con surco ventral o amebas filosas no flageladas con una abertura ventral circular y una capa dorsal. Tienen un tamaño de alrededor de 5-20 μm y se encuentran en el suelo y en hábitats acuáticos, en donde se alimentan de bacterias. Incluye tanto organismos nadadores como otros que se deslizan sobre el sustrato. Estos organismos presentan 0, 2 o 4 flagelos y los seudópodos pueden estar presentes o faltar. Las 
crestas mitocondriales pueden ser planas o vesiculares.
Varisulca es un grupo que puede considerarse sinónimo de CRuMs si se excluye a Ancyromonadida.

## Filogenia
Varisulca fue propuesto por Cavalier-Smith, quien apoyado en un reciente análisis filogenético considera que pudiera ser un grupo hermano de Amorphea, y posiblemente holofilético. Aunque también es probable que sea parafilético debido a que Ancyromonadida quedaría fuera de acuerdo a estos resultados:
|  | Ancyromonadida                                               |
|  |                                                              |
|  | \| \| Metamonada \| \| \| \| \| \| Malawimonadea \| \| \| \| |
|  |                                                              |
|  | Metamonada                                                   |
|  |                                                              |
|  | Malawimonadea                                                |
|  |                                                              |

|  | Metamonada    |
|  |               |
|  | Malawimonadea |
|  |               |

|  | Mantamonadida                                                                  |
|  |                                                                                |
|  | \| \| Rigifilida \| \| \| \| \| \| Diphylleida (=Collodictyonidae) \| \| \| \| |
|  |                                                                                |
|  | Rigifilida                                                                     |
|  |                                                                                |
|  | Diphylleida (=Collodictyonidae)                                                |
|  |                                                                                |

|  | Rigifilida                      |
|  |                                 |
|  | Diphylleida (=Collodictyonidae) |
|  |                                 |

|  | Mantamonadida                                                                  |
|  |                                                                                |
|  | \| \| Rigifilida \| \| \| \| \| \| Diphylleida (=Collodictyonidae) \| \| \| \| |
|  |                                                                                |
|  | Rigifilida                                                                     |
|  |                                                                                |
|  | Diphylleida (=Collodictyonidae)                                                |
|  |                                                                                |

|  | Rigifilida                      |
|  |                                 |
|  | Diphylleida (=Collodictyonidae) |
|  |                                 |

|  | Ancyromonadida                                               |
|  |                                                              |
|  | \| \| Metamonada \| \| \| \| \| \| Malawimonadea \| \| \| \| |
|  |                                                              |
|  | Metamonada                                                   |
|  |                                                              |
|  | Malawimonadea                                                |
|  |                                                              |

|  | Metamonada    |
|  |               |
|  | Malawimonadea |
|  |               |

|  | Mantamonadida                                                                  |
|  |                                                                                |
|  | \| \| Rigifilida \| \| \| \| \| \| Diphylleida (=Collodictyonidae) \| \| \| \| |
|  |                                                                                |
|  | Rigifilida                                                                     |
|  |                                                                                |
|  | Diphylleida (=Collodictyonidae)                                                |
|  |                                                                                |

|  | Rigifilida                      |
|  |                                 |
|  | Diphylleida (=Collodictyonidae) |
|  |                                 |

|  | Mantamonadida                                                                  |
|  |                                                                                |
|  | \| \| Rigifilida \| \| \| \| \| \| Diphylleida (=Collodictyonidae) \| \| \| \| |
|  |                                                                                |
|  | Rigifilida                                                                     |
|  |                                                                                |
|  | Diphylleida (=Collodictyonidae)                                                |
|  |                                                                                |

|  | Rigifilida                      |
|  |                                 |
|  | Diphylleida (=Collodictyonidae) |
|  |                                 |

Es probable que Varisulca se relacione con Malawimonadea debido a la evidencia que sugiere que géneros como Malawimonas y Collodictyon forman un clado (ver Collodictyon-Malawimonas).